# Litvánia zászlaja
Litvánia zászlaja három egyenlő vízszintes sávból áll, amelyek színei felülről lefelé rendre sárga, zöld és piros. 1918. április 19-én fogadta el a litván nemzetgyűlés először a trikolórt országa legfőbb nemzeti jelképévé. 
A történelem folyamán a mai nemzeti lobogók csak a forradalmak, és nemzeti felkelések, szabadságharcok idején váltak igazán fontossá. Azelőtt egy-egy országot uralkodócsaládjának címere vagy színei képviseltek. Csak a 19. században jelentek meg azok a zászlók, amelyek már nem csupán a felső, uralkodó réteget jelképezték, hanem az egész nemzetet. 
Ugyanez jellemezte Litvániát is, így az ország első nemzeti jelképei is a század végén jelentkeztek, amikor a litvánok felkeltek az orosz elnyomás ellen. A küzdelem azonban jó ideig hiábavalónak tűnt, és az ország lakói már azzal is beérték volna, ha a cár autonómiát ad a területnek. Azonban az 1905-ös litván forradalom idején és a második világháború évei alatt a függetlenség elérhető közelségbe került. Ekkor vált fontossá a nemzeti lobogó is. 1917-ben a Vilniuszban összeülő Litván Nagygyűlés elé került a kérdés, ahol heves viták során végül úgy döntöttek, hogy a zászló megalkotását a megalakuló litván parlamentnek hagyják meg. Azt azonban kikötötték, hogy az ősi litván jelképek megfelelően reprezentálva legyenek. A Litván Nagyfejedelemség idején az ország lobogója tiszta vörös volt, amelynek közepén egy fehér páncélzatú lovag (az ún. Vytis) ülte meg fehér lovát. A hátsó lábaira ágaskodó ló és a kardját a feje fölé emelő vitéz ma is látható az ország címerében. Az egykor nagyhatalmú Gediminas család jelképeit is hasonlóan nemzeti jelképpé akarták tenni. 

Végül az országgyűlés egy külön erre a feladatra felállított tanácsnak adta a megtisztelő feladatot. A mai zászlót dr. Jonas Basanavicius, Tadas Daugirdas és a művész Antanas Zmuidzinavicius alkották meg. Basanavicius szerint az új lobogó színei a leggyakrabban használt litván színeket öleli fel. A trikolór utal az ország történelmi színeire és a népművészetben használt motívumokra is. A zászlót 1918. április 19-én adoptálták hivatalosan Litvánia nemzeti lobogójává, bár először csak november 11-én vonták fel a nemzetgyűlés épülete előtt. Ez a lobogó volt a független litván állam nemzeti jelképe egészen az első bolsevik támadás idejéig, 1940 júniusáig. 

A Litván SZSZK zászlaja

Ekkor eleinte teljesen elveszett Litvánia önállósága, majd a Litván SZSZK saját lobogót adoptálhatott, amelyben megjelentek az egykori nemzeti színek. A Szovjetunió felbomlásakor, 48 évnyi szünet után 1988. október 7-én ismét belekaphatott a szél a Vilniusz felett lebegő trikolórba. 1989. március 20-án pedig a parlament újra hivatalosan is a nemzet jelképei közé emelte. 2004. szeptember 1-jén az addig használatos 1:2-es arányt az országgyűlés megváltoztatta 3:5-ösre.
A színek jelentésén kisebb viták alakultak ki, de végül a legelterjedtebb álláspont szerint a sárga az ország termőföldjein ringó gabonakalászokat jelképezi. Más meglátás szerint a sárga a fény és a nap megjelenítésére szolgál. A zöld a nemzet életrevalóságának szimbóluma, és a természet megjelenítője. A piros minden elképzelés szerint egységesen a független Litvániáért kiontott honfitársak vérét jelképezi.

## Külső hivatkozások
- Litvánia zászlaja a Világ zászlói (Flags of the World) weboldalon